# Vastse-Roosa
Vastse-Roosa (Duits: Neu-Rosen; Võro: Vahtsõ-Roosa; Lets: Jaunroze) is een plaats in de Estlandse gemeente Rõuge, provincie Võrumaa. De plaats heeft de status van dorp (Estisch: küla) en telt 41 inwoners (2021).
Tot in oktober 2017 lag Vastse-Roosa in de gemeente Mõniste. In die maand werd de gemeente Mõniste bij de gemeente Rõuge gevoegd.
De plaats ligt aan de rivier Vaidva jõgi en op ca. 1 km ten noorden van de grens met Letland.

## Geschiedenis
De grond waarop Vastse-Roosa later kwam te liggen, hoorde bij het landgoed van Mõniste (Duits: Menzen). In 1817 werd deze grond als zelfstandig landgoed verkocht. Voor het nieuwe landgoed werd naast de naam Neu-Rosen (een naam die waarschijnlijk werd geïnspireerd door het nabijgelegen landgoed Rosenhof met het centrum in het tegenwoordige Vana-Roosa) in het begin ook wel de naam Catharinenhof gebruikt. Op het eind van de 19e eeuw kwamen Menzen en Neu-Rosen onder de familie von Wulf weer in één hand. In 1919 werd het landgoed, zoals vrijwel alle landgoederen, door het onafhankelijk geworden Estland opgesplitst in kleine kavels.
Een nederzetting Vastse-Roosa (‘Nieuw-Roosa’, ter onderscheid van het nabijgelegen Roosa, nu Vana-Roosa) ontstond in de jaren twintig van de 20e eeuw. In 1977 kreeg ze de status van dorp. Drie nederzettingen in de omgeving, Borodino, Peräjärve en Suurõtammõ, werden tegelijkertijd bij Vastse-Roosa gevoegd.
Het houten landhuis van het landgoed is afgebroken. In 1936 werd op de plaats van het landhuis een schoolgebouw neergezet, dat in 1991 in gebruik kwam bij de grenspolitie. Aan de oever van de Vaidva staat een watermolen die bij het landgoed heeft gehoord. De molen, die buiten werking is, is gebouwd in 1909. Ook een landarbeiderswoning is bewaard gebleven.

## Foto's

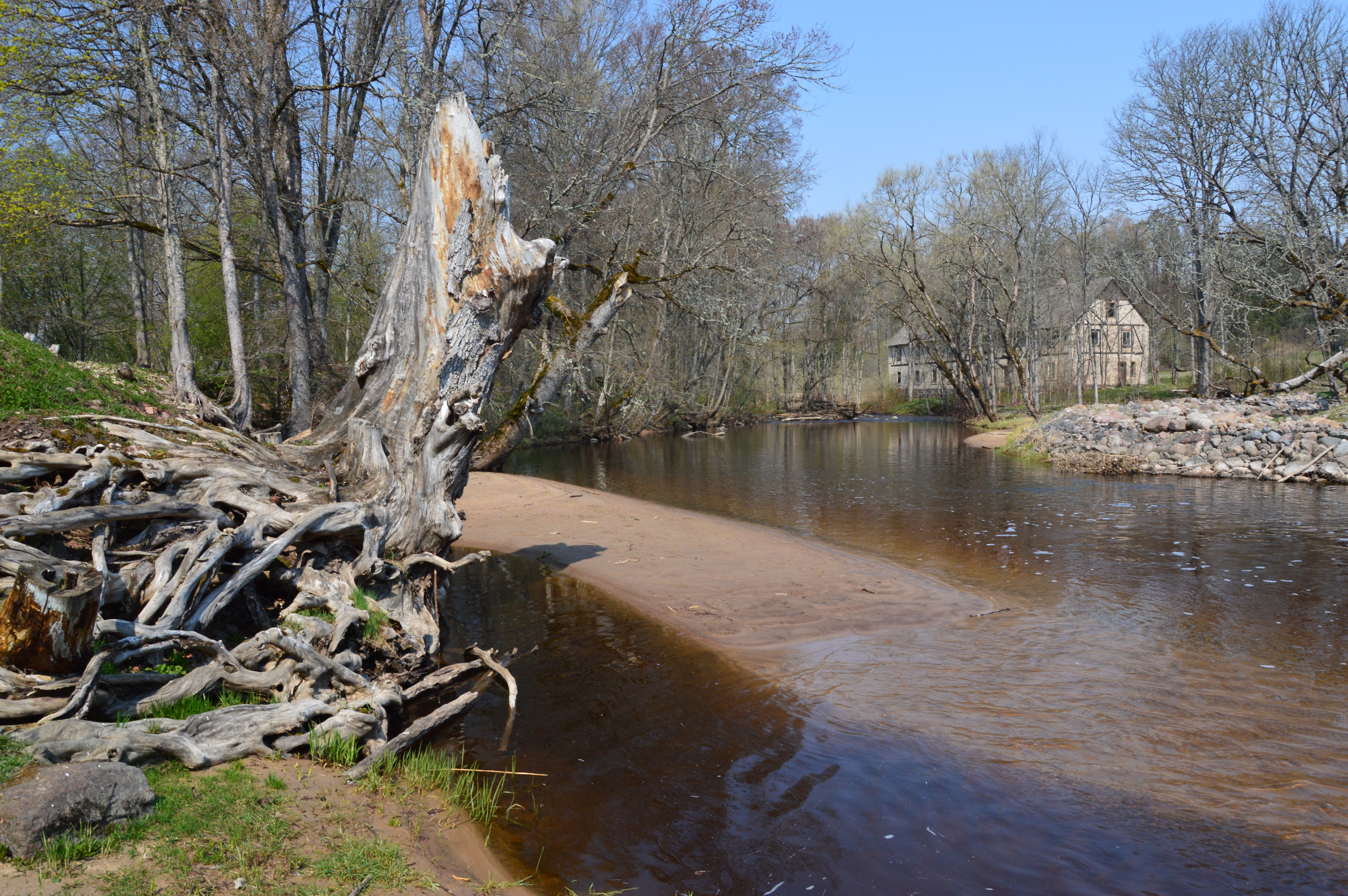
De rivier Vaidva
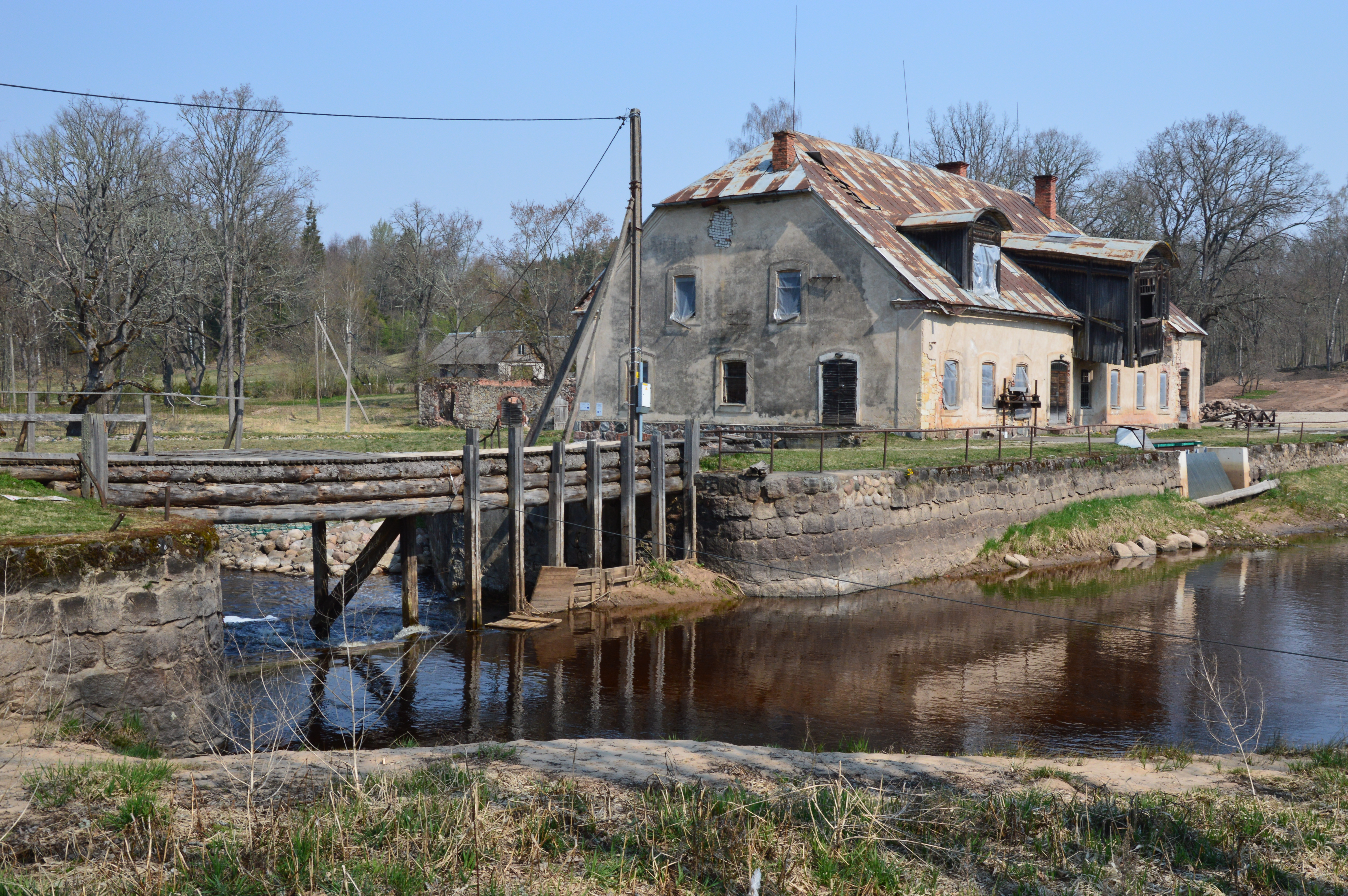
De watermolen
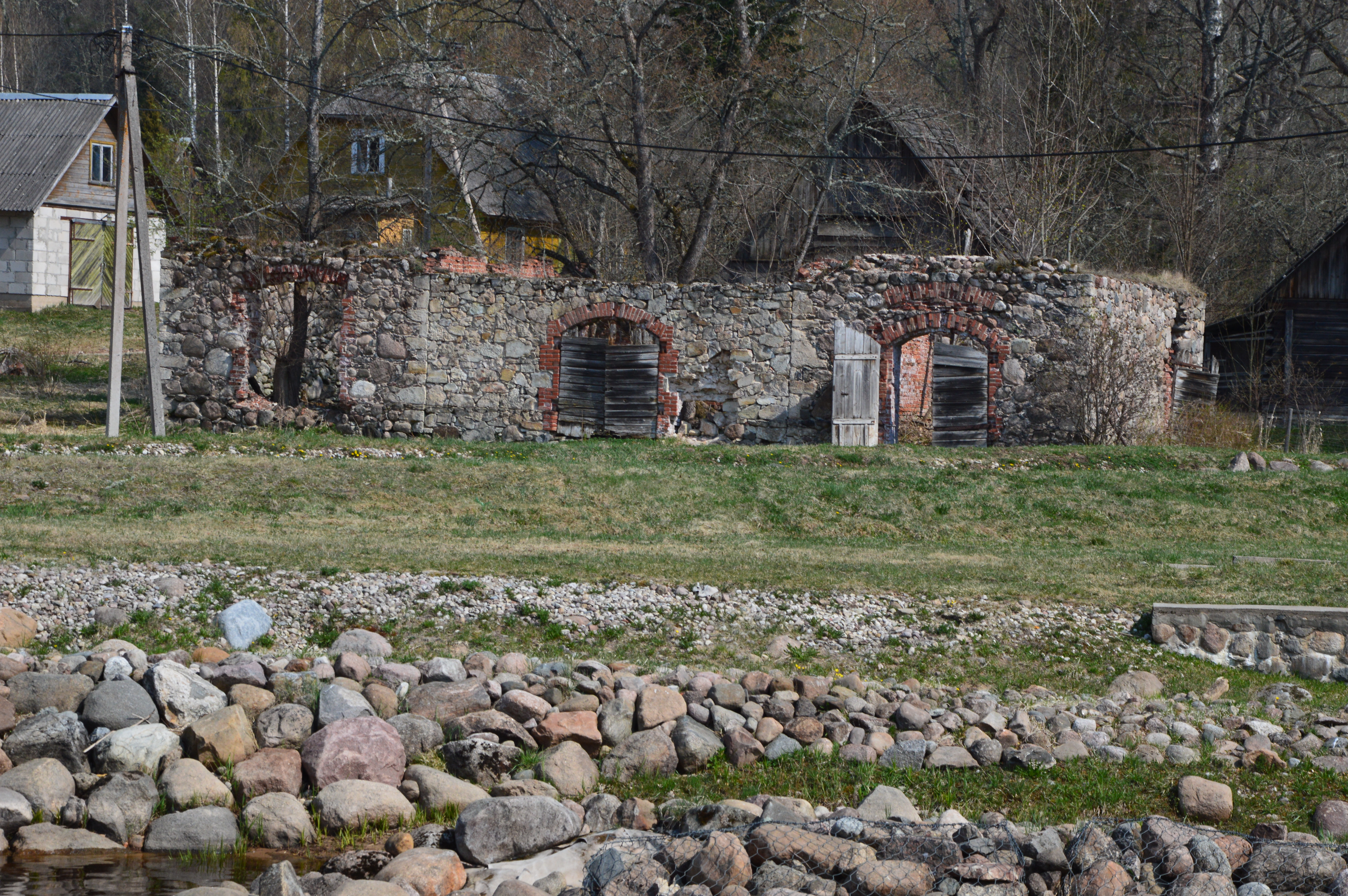
Resten van een bijgebouw
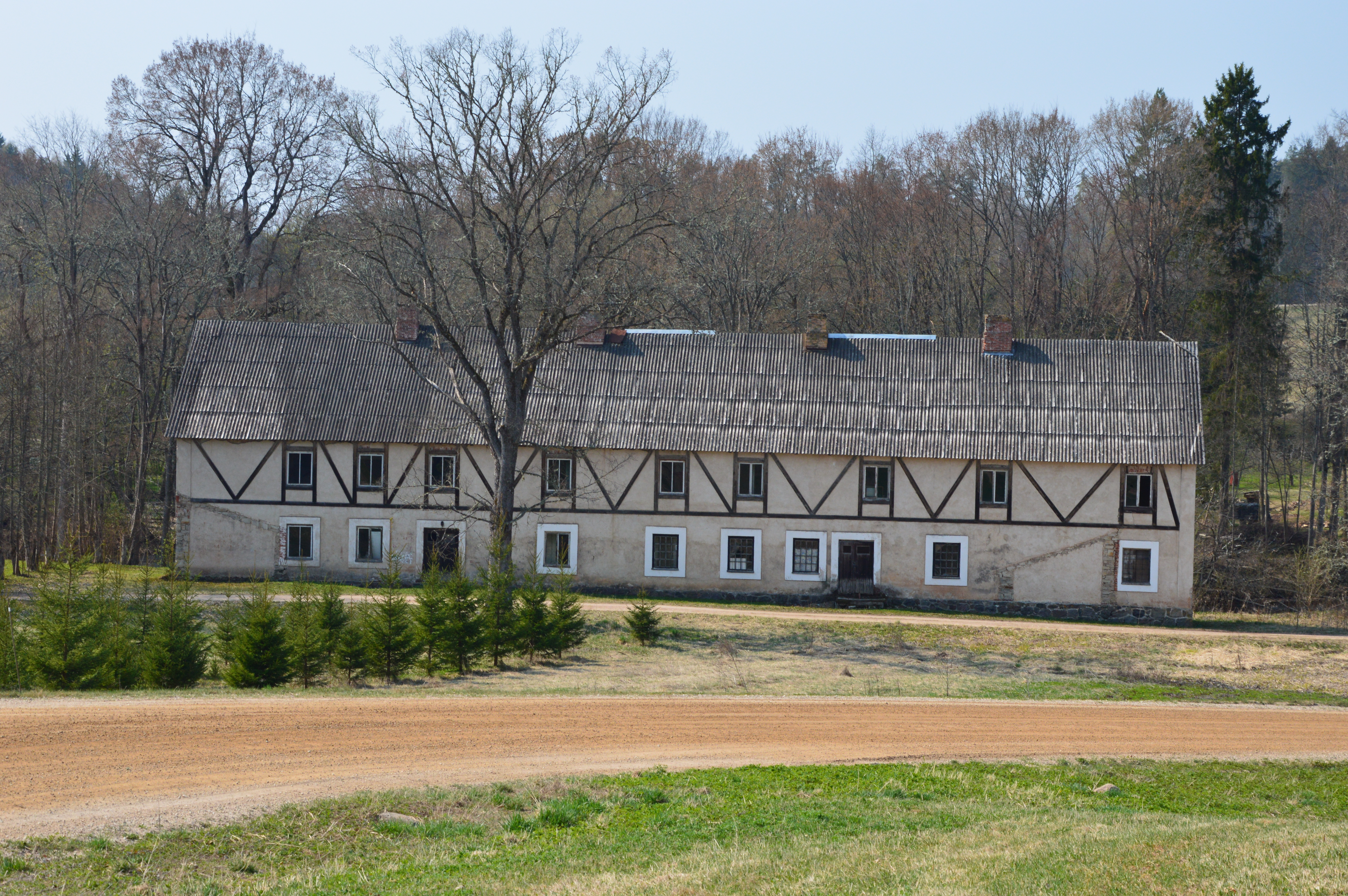
Woning voor de landarbeiders
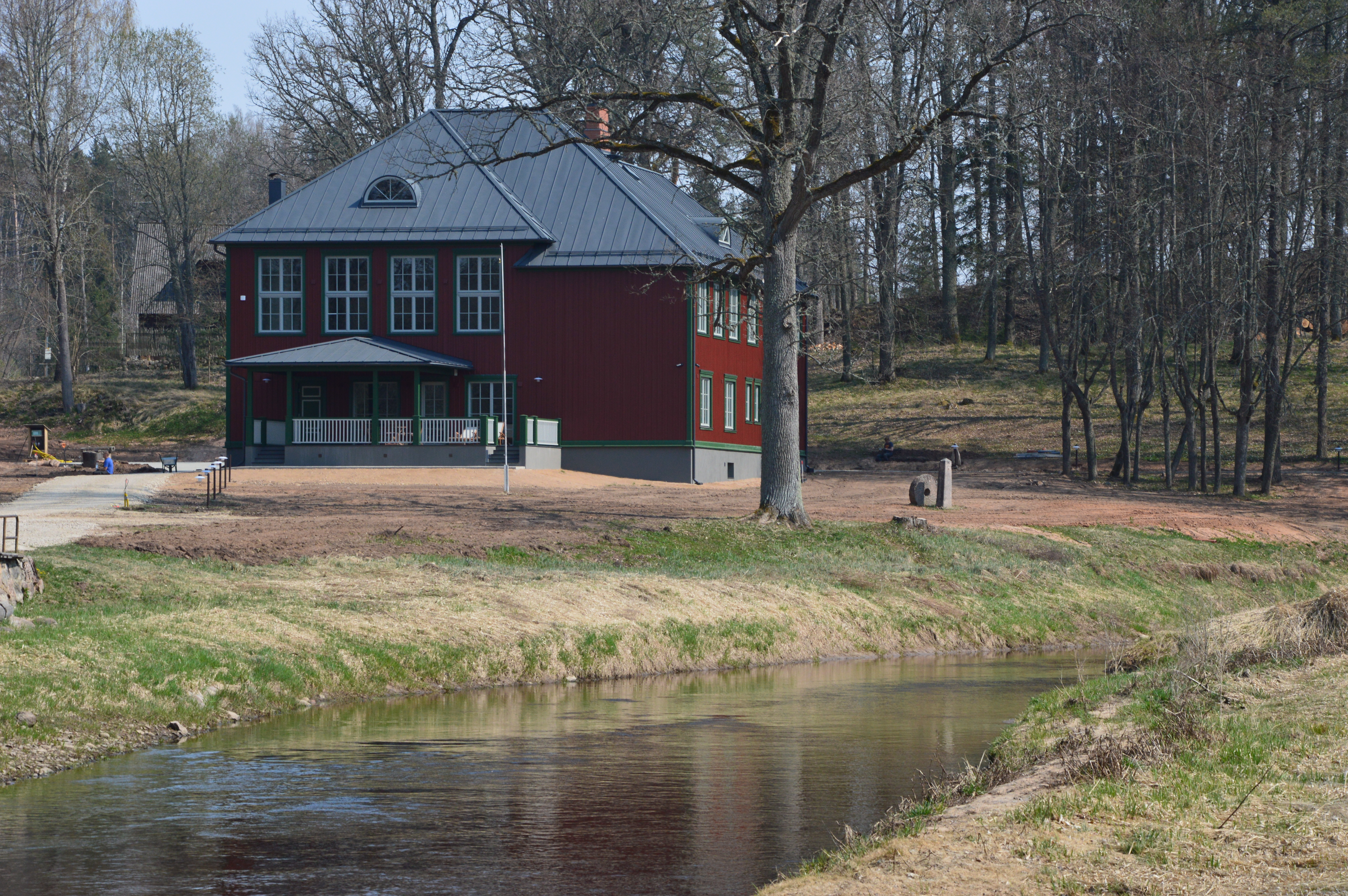
De voormalige school
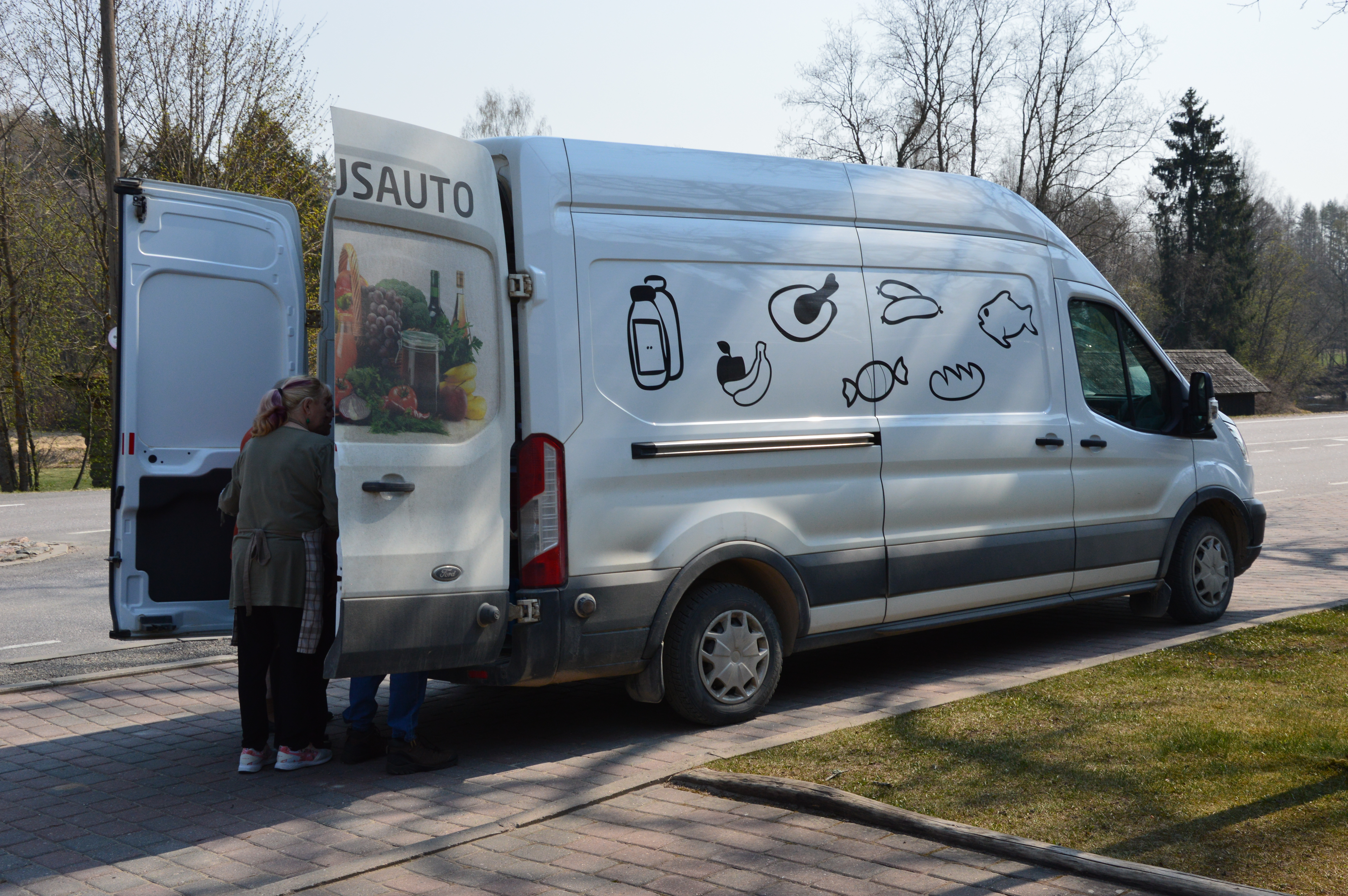
Rijdende supermarkt